# Paulo Díaz
Paulo César Díaz Huincales (Santiago de Chile, 1994. március 24. –) chilei labdarúgó, a Palestino hátvédje. Édesapja a korábbi egyszeres válogatott Ítalo Díaz.